# Porównania (singel)
Porównania – singel polskiej piosenkarki Natalii Szroeder oraz polskiego rapera Libera. Singel został wydany 12 maja 2023.
Nagranie otrzymało w Polsce status platynowego singla, przekraczając liczbę 20 tysięcy sprzedanych kopii.

## Geneza utworu i historia wydania
Utwór napisali i skomponowali Adrian Owsianik oraz Marcin Piotrowski.
Singel ukazał się w formacie digital download 26 stycznia 2015 w Polsce za pośrednictwem wytwórni płytowej Gorgo w dystrybucji Warner Music Poland.

## Teledysk
Do utworu powstał teledysk, który udostępniono 27 lutego 2015 za pośrednictwem serwisu YouTube.

## Lista utworów
- Digital download[4]

1. „Porównania” – 3:32

## Certyfikaty
| Kraj          | Certyfikat      | Sprzedaż |
| ------------- | --------------- | -------- |
| Polska (ZPAV) | platynowa płyta | 20 000+  |